# Yemenia
Yemenia (arabiska: اليمنية), också känt som Yemen Airways (arabiska: الخطوط الجوية) är Jemens nationella flygbolag, med säte i Sana'a. Flygbolaget trafikerar inrikes och utrikes destinationer i Afrika och Mellanöstern, liksom även resor till Asien och Europa. De har även en flyglinje till Boston, USA. Yemenia är medlem i Arab Air Carriers Organization.